# Bonneville-sur-Touques
Pour les articles homonymes, voir Bonneville.
Bonneville-sur-Touques est une commune française située dans le département du Calvados en région Normandie.
La commune est surtout célèbre par son château, qui était approvisionné par le port de Touques, et dont il assurait la protection. Elle est peuplée de 323 habitants.

## Géographie
La commune est très proche de l'agglomération Deauville-Trouville, à quatre kilomètres, sur la Touques.
| Touques, Saint-Arnoult | Touques                   | Saint-Gatien-des-Bois  |
| Saint-Arnoult          | Bonneville-sur-Touques    | Englesqueville-en-Auge |
| Tourgéville            | Saint-Étienne-la-Thillaye | Canapville             |

### Hydrographie
La commune est située dans le bassin Seine-Normandie. Elle est drainée par la Touques, le ruisseau de la Basse Rue, des bras de la Touques et divers autres petits cours d'eau,.
La Touques, d'une longueur de 108 km, prend sa source dans la commune de Champ-Haut et se jette  dans la baie de Seine en limite de Trouville-sur-Mer et de Deauville, après avoir traversé 42 communes. 

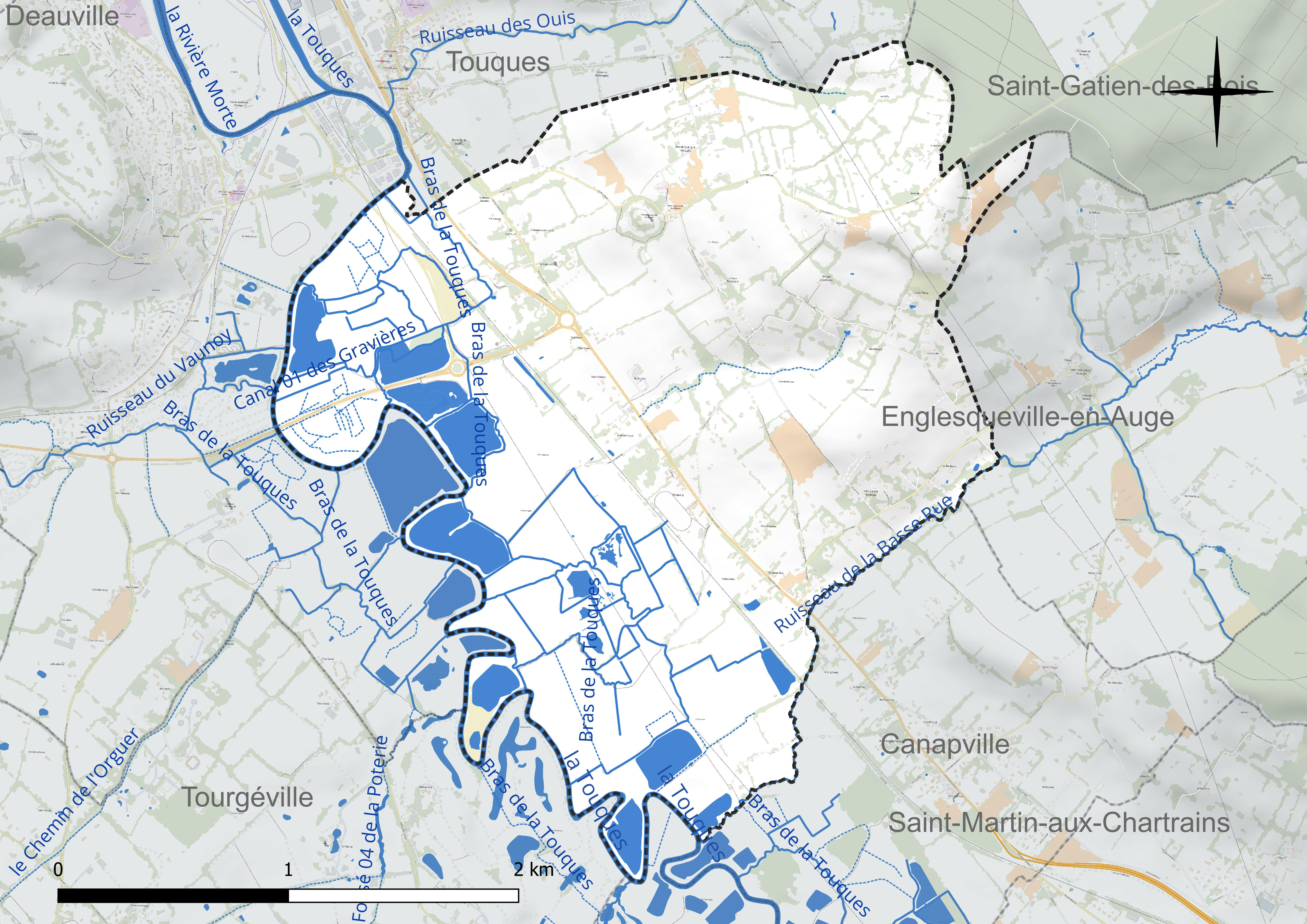
Réseau hydrographique de Bonneville-sur-Touques.

### Climat
Pour des articles plus généraux, voir Climat de la Normandie et Climat du Calvados.
En 2010, le climat de la commune est de type climat océanique franc, selon une étude du CNRS s'appuyant sur une série de données couvrant la période 1971-2000. En 2020, Météo-France publie une typologie des climats de la France métropolitaine dans laquelle la commune est exposée à un climat océanique et est dans la région climatique  Côtes de la Manche orientale, caractérisée par un faible ensoleillement (1 550 h/an) ; forte humidité de l'air (plus de 20 h/jour avec humidité relative > 80 % en hiver), vents forts fréquents. Parallèlement le GIEC normand, un groupe régional d'experts sur le climat, différencie quant à lui, dans une étude de 2020, trois grands types de climats pour la région Normandie, nuancés à une échelle plus fine par les facteurs géographiques locaux. La commune est, selon ce zonage, exposée à un « climat contrasté des collines », correspondant au Pays d'Auge, Lieuvin et Roumois, moins directement soumis aux flux océaniques et connaissant toutefois des précipitations assez marquées en raison des reliefs collinaires qui favorisent leur formation.
Pour la période 1971-2000, la température annuelle moyenne est de 10,6 °C, avec  une amplitude thermique annuelle de 12,5 °C. Le cumul annuel moyen de précipitations est de 819 mm, avec 12,5 jours de précipitations en janvier et 8,2 jours en juillet. Pour la période 1991-2020, la température moyenne annuelle observée sur la station météorologique la plus proche, située sur la commune de Deauville à 4 km à vol d'oiseau, est de 0,0 °C et le cumul annuel moyen de précipitations est de 0,0 mm. Pour l'avenir, les paramètres climatiques de la commune estimés pour 2050 selon différents scénarios d'émission de gaz à effet de serre sont consultables sur un site dédié publié par Météo-France en novembre 2022.

## Urbanisme

### Typologie
Au 1er janvier 2024, Bonneville-sur-Touques est catégorisée commune rurale à habitat très dispersé, selon la nouvelle grille communale de densité à 7 niveaux définie par l'Insee en 2022.
Elle appartient à l'unité urbaine de Dives-sur-Mer, une agglomération intra-départementale dont elle est une commune de la banlieue,. Par ailleurs la commune fait partie de l'aire d'attraction de Trouville-sur-Mer, dont elle est une commune de la couronne,. Cette aire, qui regroupe 35 communes, est catégorisée dans les aires de moins de 50 000 habitants,.

### Occupation des sols
L'occupation des sols de la commune, telle qu'elle ressort de la base de données européenne d'occupation biophysique des sols Corine Land Cover (CLC), est marquée par l'importance des territoires agricoles (91,8 % en 2018), en diminution par rapport à 1990 (95,4 %). La répartition détaillée en 2018 est la suivante : 
prairies (87,2 %), zones agricoles hétérogènes (4,6 %), zones urbanisées (4,2 %), eaux continentales (3,2 %), espaces verts artificialisés, non agricoles (0,6 %), forêts (0,1 %). L'évolution de l'occupation des sols de la commune et de ses infrastructures peut être observée sur les différentes représentations cartographiques du territoire : la carte de Cassini (XVIIIe siècle), la carte d'état-major (1820-1866) et les cartes ou photos aériennes de l'IGN pour la période actuelle (1950 à aujourd'hui).

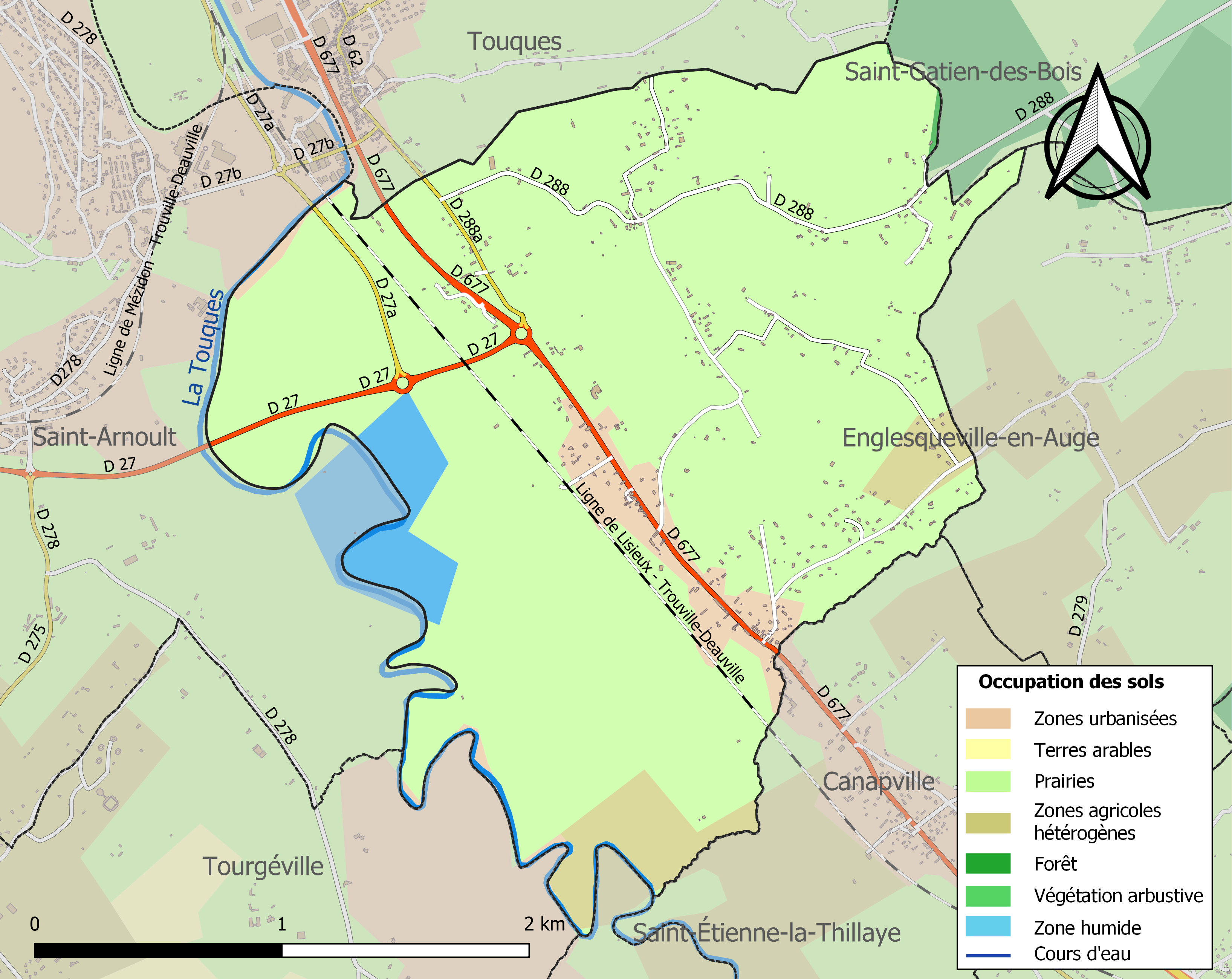
Carte des infrastructures et de l'occupation des sols de la commune en 2018 (CLC).

## Toponymie
Le toponyme est attesté sous la forme Bonnavilla en 1014.
L'ancien français bonne avait déjà son sens actuel, et ville, qui est souvent issu en toponymie de son sens originel de « domaine rural » (du latin villa rustica), pourrait ici avoir le sens plus tardif de « village ».
La Touques est un fleuve côtier qui naît aux confins du pays d'Ouche, du pays d'Auge, du Perche et de la campagne d'Alençon, près de Champ-Haut (Orne). Son nom ancien, Algia, reste présent dans le pays d'Auge.
Le gentilé est Bonnevillais.

## Histoire
Guillaume de Poitiers situe à Bonneville-sur-Touques le serment d'allégeance de Harold Godwinson envers Guillaume le Bâtard en 1065. Il promettait d'user de toute son influence et de tout son pouvoir pour assurer la succession au trône d'Angleterre au Normand s'il se trouvait vacant. Pour sa part, Harold était confirmé dans la possession de tous ses domaines et de tous ses pouvoirs. La Tapisserie de Bayeux situe pour sa part le serment à Bayeux, ville épiscopale d'Odon de Conteville.
En 1191, Aliénor d'Aquitaine, alors mère du roi Richard Cœur de Lion, tient sa cour de Noël à Bonnevîlle-sur-Touques.

## Politique et administration
| Période                                  | Période   | Identité           | Étiquette | Qualité                          |
| ---------------------------------------- | --------- | ------------------ | --------- | -------------------------------- |
| avant 1988                               | ?         | Michel Grandcollot |           |                                  |
| 1989                                     | mars 2001 | Marthe Belliot     |           |                                  |
| mars 2001                                | mars 2014 | Michel Lebey       | SE        | Exploitant agricole, éleveur     |
| mars 2014                                | En cours  | Florence Cothier   | SE        | Directrice commerciale retraitée |
| Les données manquantes sont à compléter. |           |                    |           |                                  |

Le conseil municipal est composé de onze membres dont le maire et deux adjoints.

## Démographie
L'évolution du nombre d'habitants est connue à travers les recensements de la population effectués dans la commune depuis 1793. Pour les communes de moins de 10 000 habitants, une enquête de recensement portant sur toute la population est réalisée tous les cinq ans, les populations de référence des années intermédiaires étant quant à elles estimées par interpolation ou extrapolation. Pour la commune, le premier recensement exhaustif entrant dans le cadre du nouveau dispositif a été réalisé en 2004.
En 2022, la commune comptait 323 habitants, en évolution de −9,78 % par rapport à 2016 (Calvados : +1,58 %, France hors Mayotte : +2,11 %).
Bonneville-sur-Touques a compté jusqu'à 476 habitants en 1876.
| 1793 | 1800 | 1806 | 1821 | 1831 | 1836 | 1841 | 1846 | 1851 |
| ---- | ---- | ---- | ---- | ---- | ---- | ---- | ---- | ---- |
| 443  | 403  | 454  | 410  | 433  | 443  | 407  | 448  | 464  |

| 1856 | 1861 | 1866 | 1872 | 1876 | 1881 | 1886 | 1891 | 1896 |
| ---- | ---- | ---- | ---- | ---- | ---- | ---- | ---- | ---- |
| 450  | 456  | 450  | 466  | 476  | 460  | 389  | 401  | 387  |

| 1901 | 1906 | 1911 | 1921 | 1926 | 1931 | 1936 | 1946 | 1954 |
| ---- | ---- | ---- | ---- | ---- | ---- | ---- | ---- | ---- |
| 366  | 349  | 347  | 370  | 349  | 342  | 319  | 306  | 312  |

| 1962 | 1968 | 1975 | 1982 | 1990 | 1999 | 2004 | 2006 | 2009 |
| ---- | ---- | ---- | ---- | ---- | ---- | ---- | ---- | ---- |
| 269  | 284  | 335  | 342  | 354  | 318  | 360  | 374  | 390  |

| 2014 | 2019 | 2022 | - | - | - | - | - | - |
| ---- | ---- | ---- | - | - | - | - | - | - |
| 374  | 325  | 323  | - | - | - | - | - | - |

## Culture locale et patrimoine

### Lieux et monuments

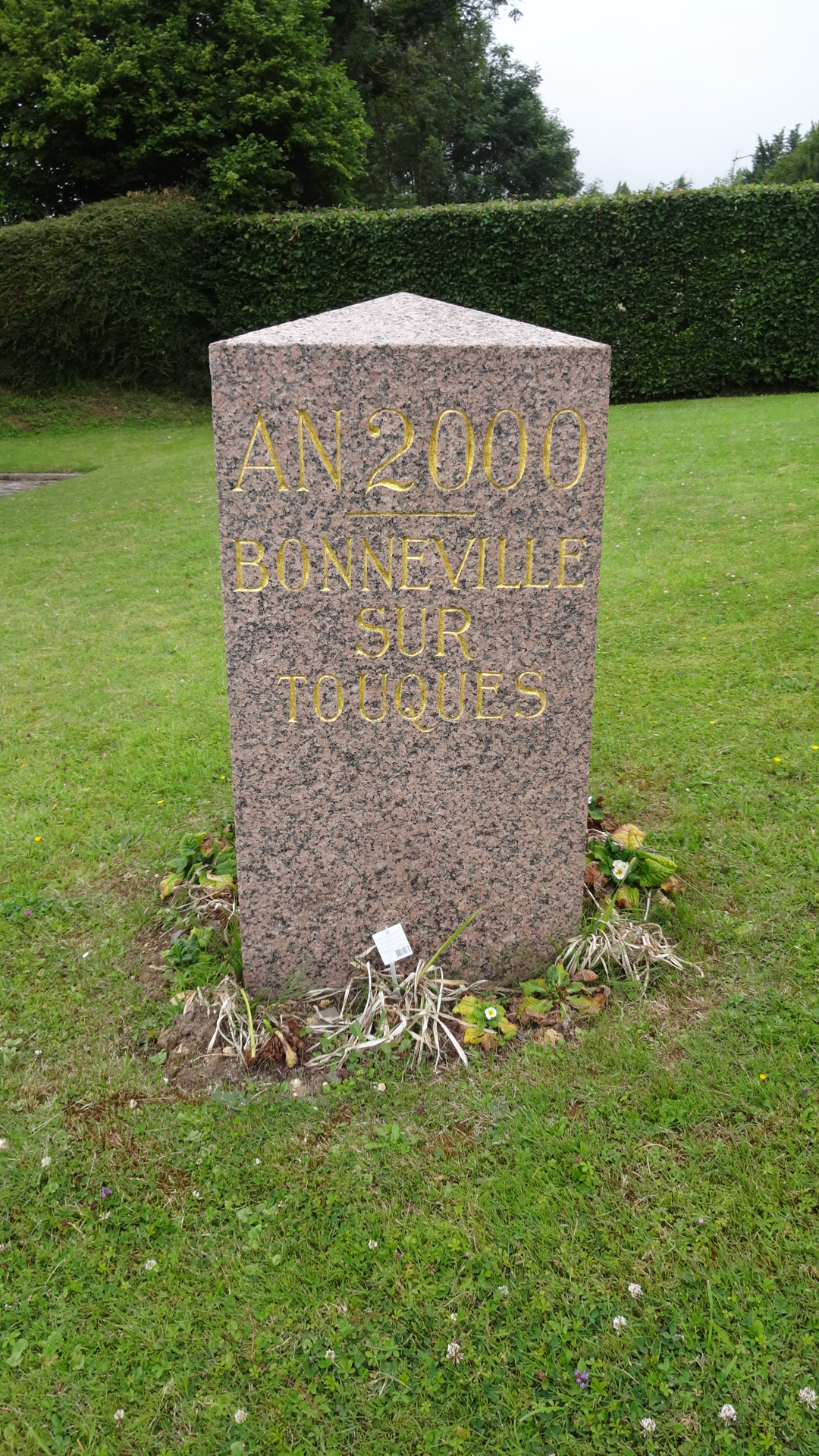
Stèle an 2000.

- Château de Bonneville-sur-Touques, dit « de Guillaume le Conquérant » (XIe siècle), classé au titre des monuments historiques depuis le 16 novembre 1964[29].
- Église Saint-Germain-et-Saint-Loup (XVIIIe siècle).

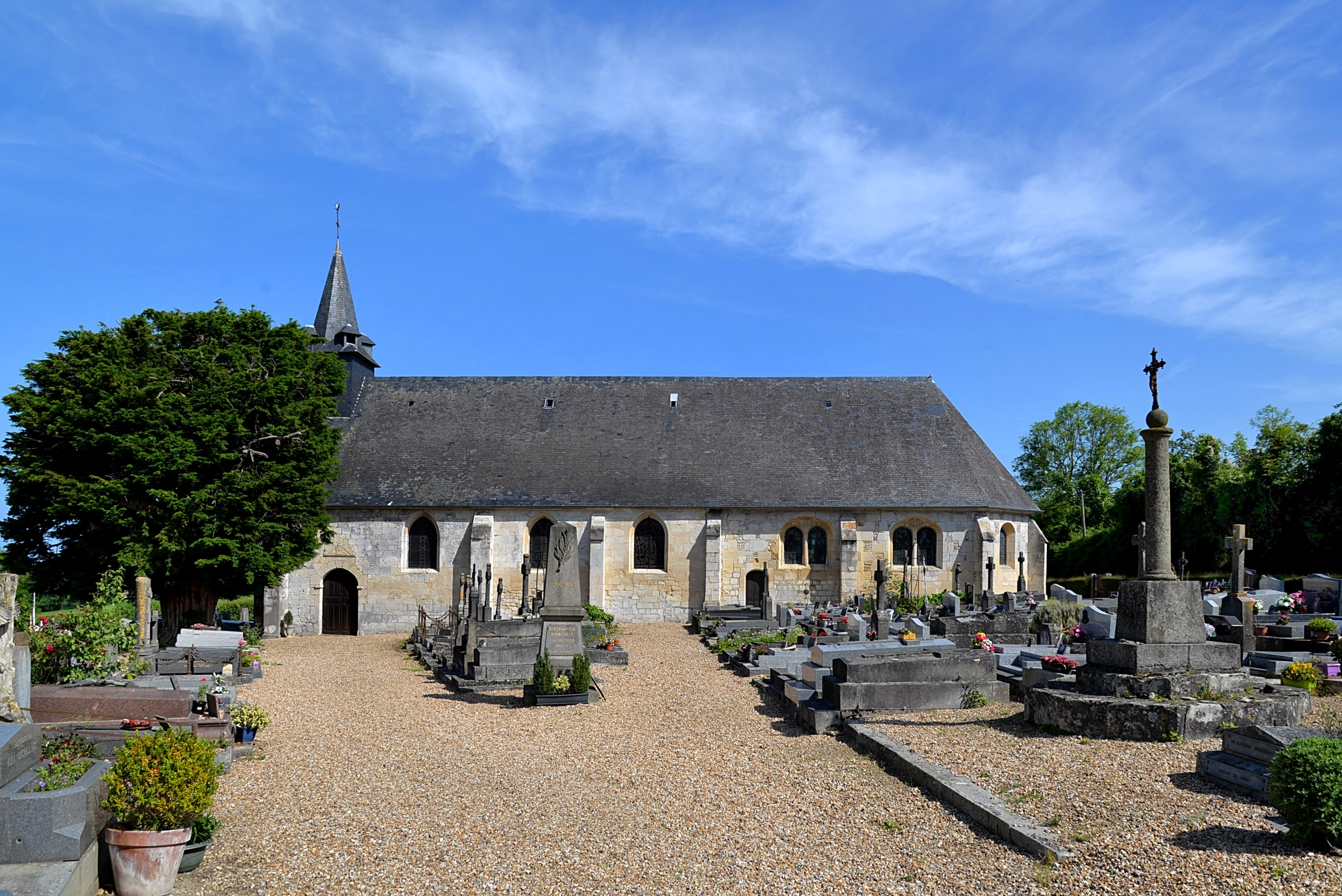
L'église Saint-Germain-et-Saint-Loup.

- Manoir de la Croix de fer : acquis en 2006 par la Russe Tatiana Beck pour 1 million d'euros[30].
- Stèle célébrant l'an 2000.

## Personnalités liées à la commune
- François Ier, séjourna au château.
- Guillaume le Conquérant, séjourna fréquemment au château, il chassait dans la forêt de Saint-Gatien.
- Jean sans Terre résida lui aussi au château.

## Héraldique
| Blason de Bonneville-sur-Touques | Blason  | D'azur à la bande ondée d'argent accompagnée en chef d'une tour au naturel et en pointe de deux crosses d'argent passées en sautoir, au franc-quartier de gueules chargé de deux léopards d'or, armés et lampassés d'azur, l'un au-dessus de l'autre. |
| Blason de Bonneville-sur-Touques | Détails | Les deux léopards d'or sur champ de gueules rappellent les armes de la Normandie. Création Jean-François Binon ; adopté le 3 mars 2015. |